# Кириллов, Геннадий Николаевич
Геннадий Николаевич Кириллов (род. 18 августа 1953 года в городе Артёмовск, Сталинская область) — российский военный и государственный деятель, генерал-полковник, специалист в области гражданской обороны и ликвидации последствий стихийных бедствий. Занимался развитием Центрального регионального центра МЧС России, совершенствованием организации гражданской обороны и государственного пожарного надзора России, а также — вопросами формирования единой политики государства по защите населения и территорий от чрезвычайных ситуаций. В должности заместителя министра отвечал за готовность органов управления МЧС России, функционирование Единой дежурной диспетчерской службы, принятие мер по оперативному реагированию на чрезвычайные ситуации в мирное время, обеспечение бесперебойной связи и оповещения в структурах гражданской обороны.

## Биография
- 1970—1973 год: курсант Московского военного училища гражданской обороны СССР.
- 1973—1977 год: командир взвода, затем командир роты отдельного механизированного полка.
- 1977—1979 год: начальник штаба и заместитель командира механизированного батальона отдельного механизированного полка.
- 1982 год: окончил Военную академию имени М. В. Фрунзе.
- 1982—1986 год: начальник штаба и заместитель командира, затем командир 460-го отдельного механизированного полка гражданской обороны.
- 1986—1988 год: командир 151-го отдельного механизированного полка.
- 1988—1992 год: заместитель начальника штаба Гражданской обороны города Москва.
- 1992—1996 год: начальник Центрального регионального центра по делам Гражданской обороны, чрезвычайных ситуаций и ликвидации последствий стихийных бедствий.
- 1996 год: окончил Академию государственной службы при Президенте Российской Федерации.
- 1996—2004 год: заместитель министра по делам Гражданской обороны, чрезвычайных ситуаций и ликвидации последствий стихийных бедствий.
- 1998 год: получил звание генерал-полковника.
- октябрь 2004—2013 год[1]: главный государственный инспектор РФ по пожарному надзору.
- После увольнения в запас с августа 2013 года по 2019 год - начальник ФГБУ "Центральный военный клинический санаторий "Архангельское" Минобороны России.

## Личная жизнь
Женат. Есть сын и дочь.

## Воинские звания
- Генерал-майор (26 апреля 1993 года)[2].

## Награды
- 1975 год: медаль «За отвагу на пожаре»
- 1986 год: орден «За службу Родине в Вооружённых Силах СССР» III степени
- 1992 год: орден «За личное мужество» - за мужество и стойкость, проявленные при тушении лесных пожаров в Московской и Тверской областях[3]
- 1995 год: орден «За военные заслуги»

Также был награждён именным оружием.